# Eva Liljeblom
Eva Helena Maria Liljeblom, född 4 januari 1958 i Uleåborg, är en finländsk nationalekonom. 
Liljeblom, som blev ekonomie doktor 1989, har huvudsakligen varit verksam vid Svenska handelshögskolan i Helsingfors, där hon blev professor i finansiell ekonomi 1994 och var rektor 2010–2015. Hon är styrelseledamot i flera börsbolag, bland annat Stockmann, Telia Sonera och Fennia. Hon har ofta fått artiklar publicerade i internationell finanspress.